# Dundee Football Club
Il Dundee Football Club, meglio noto come Dundee FC o più semplicemente Dundee, è una società calcistica scozzese con sede nella città di Dundee, militante in Scottish Premiership, il primo livello del calcio scozzese.
Nel suo palmarès c'è un titolo di campione di Scozia conquistato nella stagione 1961-62, una Scottish Cup e tre Scottish League Cup.

## Storia
Il Dundee Football Club venne fondato nel 1893 e, nella la sua prima stagione d'attività, esordì in Division One in cui si classificò ottavo. Inoltre vinse subito la Forfarshire Cup, battendo in finale il Dundee Harp per 4-0 al Carolina Port, suo primo stadio, davanti a 10 000 spettatori. Nella stagione successiva difese con successo il titolo, ai danni del Lochee United sconfitto 1-0.
Nei primi anni del novecento migliorò i suoi risultati in campionato fino a raggiungere il secondo posto in tre diverse stagioni (1902-03, 1906-07, 1908-09). La prima vittoria a livello nazionale arrivò nella stagione 1909-10, quando i Dark Blues sconfissero il Clyde nella finale di Scottish Cup, ripetuta due volte.
Interrotta la propria attività tra 1917 e 1919 a causa della prima guerra mondiale, il Dundee si iscrisse nuovamente alla Division One cogliendo tre quarti posti consecutivi. Nel 1924-25 raggiunge nuovamente la finale di Coppa di Scozia, eliminando nel cammino i detentori dell'Airdrieonians. La finale venne disputata l'11 aprile 1925 ad Hampden Park e il Celtic si impose per 2-1. La rete del Dundee fu messa a segno da Dave McLean, che insieme a Dave Halliday, capocannoniere della Division One 1923-1924 con 38 reti in 36 partite, era il giocatore più rappresentativo di quel periodo. Negli anni seguenti il Dundee non riuscì a conseguire risultati esaltanti, e nel 1937-38 fu persino retrocesso in Second Division, due anni prima della sospensione del torneo per cause belliche. Nel 1946-47, alla ripresa dei tornei, i Dark Blue ottennero la promozione in massima serie e due anni dopo sfiorarono la vittoria in campionato, battuti per un punto dai Rangers. 
Nella stagione 1950-51 conquistò la Scottish League Cup, primo trofeo nazionale, superando 3-2 i Rangers davanti a 92 325 spettatori ad Hampden Park con una squadra composta da giocatori del calibro di Bill Brown, Tommy Gallacher, Doug Cowie, Alfie Boyd, Bobby Flavell e Billy Steel. Nella stessa stagione raggiunse anche la finale di Scottish Cup, persa contro il Motherwell (0-4). Nella stagione successiva il Dundee divenne la prima squadra capace di aggiudicarsi due edizioni consecutive della Coppa di Lega, battendo stavolta il Kilmarnock per 2-0.
Gli anni sessanta sono ricordati come il decennio più felice nella storia del club: sotto la guida tecnica di Bob Shankly, fratello dell'allenatore del Liverpool Bill, i Dark Blue vinsero la Division One e divennero la prima squadra di Dundee a vincere il titolo nazionale, precedendo di 3 punti i Rangers anche grazie a un sorprendente 5-1 a Ibrox contro di loro. La rosa campione di Scozia comprendeva Bobby Cox, Bobby Wishart, Pat Liney, Alan Cousin, Andy Penman, Hugh Robertson, Alan Gilzean, Alex Hamilton, Bobby Seith, Ian Ure e Gordon Smith. Quest'ultimo, avendo già vinto il titolo con Hibernian e Hearts, diventò il primo (e tuttora unico) calciatore scozzese a essersi laureato campione nazionale con tre club diversi, peraltro mai con una squadra dell'Old Firm.
Nella Coppa dei Campioni 1962-1963, il Dundee eliminò i campioni di Germania del Colonia, i portoghesi dello Sporting e i belgi dell'Anderlecht prima di fermarsi, in semifinale, davanti ai futuri campioni d'Europa del Milan, pur vincendo a Dens Park per 1-0 con gol di Alan Gilzean, insufficiente a ribaltare l'1-5 di San Siro, mentre in campionato la squadra non andò oltre il nono posto. Nella stagione successiva i Dees disputarono la finale di Scottish Cup contro i Rangers, uscendo sconfitti per 3-1. Nel febbraio 1965 Shankly lasciò e venne sostituito da Bobby Ancell, che da giocatore aveva conquistato la promozione in massima serie nel 1947. Sotto la sua guida il Dundee raggiunse la finale di Scottish League Cup nel 1967-1968, contro il Celtic, il quale vinse 5-3. Qualificata per la Coppa delle Fiere, il Dundee raggiunse le semifinali, uscendo per mano del Leeds United (1-1, 0-1) che vincerà poi la coppa.
Qualche anno dopo, nella stagione 1972-73, il club si aggiudica la sua terza Coppa di Lega, grazie alla vittoria per 1-0 (gol di Gordon Wallace) contro il Celtic. Si tratta tuttora dell'ultimo trionfo in una delle principali competizioni nazionali per i Dees. Nella stessa competizione, nell'edizione 1980-81, perde la finale-derby contro il Dundee United per 3-0. In quel periodo registrò due retrocessioni in Scottish First Division, rimediate da altrettante promozioni in Scottish Premier Division.
Dopo dieci anni di stabile permanenza in massima serie, trascorse gli anni novanta alternando stagioni in seconda serie (retrocessioni nel 1989-90 e 1993-94) ad altre in prima serie (promozioni nel 1991-92 e 1997-98). Riuscì comunque a partecipare alla stagione inaugurale della Scottish Premier League del 1998-99.
Gli anni duemila videro l'ingaggio di calciatori stranieri del calibro di Claudio Caniggia e Temuri Ketsbaia, ma le fortune del club declinano rapidamente: le ingenti spese incisero sulla capacità del Dundee di mantenersi a buoni livelli nelle stagioni successive. La finale di Scottish Cup 2002-2003, persa 0-1 contro i Rangers, precedette di due sole stagioni la retrocessione in Scottish First Division, con un club indebitato per 23 milioni di sterline. Nelle successive stagioni i Dark Blue arrivarono spesso a un passo dalla promozione, compresa la stagione 2011-2012, conclusa al 2º posto, a notevole distanza (-24) dal Ross County. Tuttavia, a causa della retrocessione dei Rangers in Scottish Third Division, il Dundee è stato ripescato tornando così in Scottish Premier League dopo sette anni. Rimase però solo una stagione, poiché al termine del campionato 2012-13 è nuovamente retrocesso nella First Division. Riguadagnò la promozione al termine di una combattutissima Championship 2013-14 (come venne ribattezzata la First Division dopo l'avvento della Scottish Premiership) vinse il campionato con un divario di 2 punti sull'Hamilton Academical e di 3 sul Falkirk.
Nella Premiership 2014-15 si classifica sesto piazzandosi all'interno della top six. Nelle stagioni seguenti invece conclude nella seconda parte di classifica: 8° nel 2015-16, 10° nel 2016-17 e 9° nel 2017-18. In Premiership 2018-19 arranca nella parte bassa della classifica per tutta la stagione, trascorrendone la gran parte all'ultimo posto alternandosi col St. Mirren. Infine è proprio il Dundee a classificarsi ultimo con 21 punti, retrocedendo in Championship dopo cinque stagioni.
Nella Championship 2019-20, interrotta per la pandemia di COVID-19, si classifica al terzo posto senza però poter ambire alla Premiership dato l'annullamento dei play-off. Nel campionato 2020-21 è di nuovo in lotta per la promozione e conquista il secondo posto a discapito del Raith Rovers all'ultima giornata. Vinti gli spareggi contro le altre della Championship, in finale trova il Kilmarnock, penultimo della Premiership: il Dundee vince entrambi gli scontri per 2-1 e consegue la promozione in massima serie.
La Premiership 2021-22 è tribolata: il Dundee ottiene poche vittorie, concentrate soprattutto tra ottobre e dicembre, e rimane sempre in bassa classifica. Infine la retrocessione matematica giunge con tre giornate di anticipo.
Sceso in Championship, si ritrova in un campionato equilibrato con diversi pretendenti alla vittoria, tra cui il Queen's Park e l'Ayr Utd, quest'ultimo a poche giornate dal termine viene scalzato in vetta dal Dundee, che conserva il primo posto e ottiene infine la vittoria del campionato e la promozione.
Di nuovo in Premiership, disputa una stagione tranquilla che conclude in sesta posizione.

## Colori e simboli
I colori sociali del Dundee sono il blu scuro e il bianco. La divisa tradizionale è composta da maglia blu scuro, calzoncini bianchi e calzettoni blu scuro; in alcuni casi è pressoché monocromatica e anche i calzoncini sono blu scuro. Nelle stagioni 1992-93 e 1993-94 la squadra ha indossato una maglia blucerchiata dichiaratamente ispirata alla Sampdoria.

## Stadio
Il Dundee disputa le partite casalinghe allo stadio Dens Park, costruito nel 1899; attualmente ha una capienza di 11 506 persone. Dal 2018 è conosciuto anche come Kilmac Stadium Dens Park per motivi di sponsorizzazione.
Curiosamente sorge a poca distanza dal Tannadice Park, lo stadio del Dundee United, e per un lato è situato nella stessa via (Sandeman Street).

## Allenatori
- 1899-19  Willie Wallace
- 1919-25  Sandy MacFarlane
- 1925-27  Alec McNair
- 1927-33  Jimmy Bissett
- 1933-37  Billy McCandless
- 1937-40  Andy Cunningham
- 1944-54  George Anderson
- 1954-59  Willie Thornton
- 1959-65  Bob Shankly
- 1965-68  Bobby Ancell
- 1968-72  John Prentice
- 1972-77  David White
- 1977-80  Tommy Gemmell
- 1980-84  Don Mackay
- 1984-86  Archie Knox
- 1986-88  Jocky Scott
- 1988-89  Dave Smith
- 1989-91  Gordon Wallace
- 1991-92  Iain Munro
- 1992-93  Simon Stainrod
- 1993-96  Jim Duffy
- 1997-98  John McCormack
- 1998-00  Jocky Scott
- 2000-02  Ivano Bonetti
- 2002-05  Jim Duffy
- 2005-06  Alan Kernaghan
- 2006-08  Alex Rae
- 2008-10  Jocky Scott
- 2010  Gordon Chisholm
- 2010-13  Barry Smith
- 2013-14  John Brown
- 2014-17  Paul Hartley
- 2017-18  Neil McCann
- 2018-19  Jim McIntyre
- 2019-22  James McPake
- 2022  Mark McGhee
- 2022-23  Gary Bowyer
- 2023-  Tony Docherty

## Calciatori

### Capocannonieri del campionato scozzese
- 1908-1909  John Hunter (28 reti)
- 1923-1924  David Halliday (38 reti)
- 1948-1949  Alexander Stott (30 reti)
- 1961-1962  Alan Gilzean (24 reti)
- 1963-1964  Alan Gilzean (32 reti)
- 1987-1988  Thomas Coyne (33 reti)

### Capocannonieri della Scottish First Division
- 1976-1977  William Pirie (36 reti)
- 1977-1978  William Pirie (35 reti)
- 1997-1998  James Grady (15 reti)

## Palmarès

### Competizioni nazionali
- Coppa di Scozia: 1

1909-1910
- Scottish Championship: 6

1946–1947, 1978–1979, 1991–1992, 1997–1998, 2013-2014, 2022-2023
- Coppa di Lega scozzese: 3

1951-1952, 1952-1953, 1973-1974
- Campionato scozzese: 1

1961-1962
- Scottish Challenge Cup: 2

1990-1991, 2009-2010

### Competizioni regionali
- Forfarshire Cup: 28 (record)

1893-1894, 1894-1895, 1900-1901, 1902-1903, 1904-1905, 1908-1909, 1911-1912, 1912-1913, 1922-1923, 1924-1925, 1925-1926, 1934-1935, 1937-1938, 1944-1945, 1945-1946, 1946-1947, 1948-1949, 1949-1950, 1954-1955, 1955-1956, 1959-1960, 1965-1966, 1966-1967, 1970-1971, 1985-1986, 1988-1989, 1989-1990, 1999-2000

### Altri piazzamenti
- Campionato scozzese:

Secondo posto: 1902-1903, 1906-1907, 1908-1909, 1948-1949
Terzo posto: 1950-1951
- Scottish Championship:

Secondo posto: 1980-1981, 2007-2008, 2009-2010, 2011-2012
Terzo posto: 1976-1977, 1977-1978, 1990-1991, 1994-1995, 1996-1997, 2006-2007, 2019-2020, 2020-2021
- Coppa di Scozia:

Finalista: 1951-1952, 1963-1964, 2002-2003
Semifinalista: 1894-1895, 1897-1898, 1902-1903, 1910-1911, 1948-1949, 1969-1970, 1972-1973, 1973-1974, 1974-1975, 1976-1977, 1983-1984, 1986-1987, 1997-1998, 2005-2006
- Scottish League Cup:

Finalista: 1967-1968, 1980-1981, 1995-1996
Semifinalista: 1948-1949, 1956-1957, 1968-1969, 1987-1988, 1996-1997, 2003-2004
- Scottish Challenge Cup:

Finalista: 1994-1995
Semifinalista: 2022-2023
- Coppa delle Fiere:

Semifinalista: 1967-1968
- Coppa dei Campioni:

Semifinalista: 1962-1963

## Statistiche e record

### Partecipazione ai campionati
| Livello | Categoria                 | Partecipazioni | Debutto   | Ultima stagione | Totale |
| ------- | ------------------------- | -------------- | --------- | --------------- | ------ |
| 1°      | Scottish Football League  | 4              | 1915-1916 | 1920-1921       | 100    |
| 1°      | Scottish Division One     | 63             | 1893-1894 | 1974-1975       | 100    |
| 1°      | Scottish Division A       | 4              | 1947-1948 | 1950-1951       | 100    |
| 1°      | Scottish Premier Division | 13             | 1975-1976 | 1993-1994       | 100    |
| 1°      | Scottish Premier League   | 8              | 1998-1999 | 2012-2013       | 100    |
| 1°      | Scottish Premiership      | 8              | 2014-2015 | 2024-2025       | 100    |
| 2°      | Scottish Division Two     | 1              | 1938-1939 | 1938-1939       | 23     |
| 2°      | Scottish Division B       | 1              | 1946-1947 | 1946-1947       | 23     |
| 2°      | Scottish First Division   | 17             | 1976-1977 | 2011-2012       | 23     |
| 2°      | Scottish Championship     | 4              | 2013-2014 | 2022-2023       | 23     |

### Statistiche nelle competizioni UEFA
Tabella aggiornata alla fine della stagione 2020-2021.
| Competizione                  | Partecipazioni | G  | V  | N | P  | RF | RS |
| ----------------------------- | -------------- | -- | -- | - | -- | -- | -- |
| UEFA Champions League         | 1              | 8  | 5  | 0 | 3  | 20 | 14 |
| Coppa delle Coppe             | 3              | 10 | 2  | 4 | 4  | 8  | 9  |
| Coppa UEFA/UEFA Europa League | 10             | 46 | 20 | 9 | 17 | 75 | 68 |
| Coppa delle Fiere             | 4              | 18 | 10 | 2 | 6  | 25 | 18 |
| Coppa Intertoto               | 1              | 2  | 0  | 1 | 1  | 2  | 5  |

## Organico

### Rosa 2024-2025
Aggiornata al 1º dicembre 2024
| N. |                        | Ruolo | Calciatore        |
| -- | ---------------------- | ----- | ----------------- |
| 1  | Scozia (bandiera)      | P     | Jon McCracken     |
| 2  | Inghilterra (bandiera) | D     | Ethan Ingram      |
| 3  | Inghilterra (bandiera) | D     | Owen Dodgson      |
| 4  | Galles (bandiera)      | D     | Ryan Astley       |
| 5  | Irlanda (bandiera)     | D     | Joe Shaughnessy   |
| 6  | Scozia (bandiera)      | D     | Jordan McGhee     |
| 7  | Scozia (bandiera)      | C     | Scott Tiffoney    |
| 8  | Scozia (bandiera)      | C     | Josh Mulligan     |
| 9  | Inghilterra (bandiera) | A     | Curtis Main       |
| 10 | Scozia (bandiera)      | C     | Finlay Robertson  |
| 11 | Austria (bandiera)     | A     | Oluwaseun Adewumi |
| 13 | Inghilterra (bandiera) | P     | Adam Legzdins     |
| 15 | Scozia (bandiera)      | C     | Simon Murray      |

| N. |                             | Ruolo | Calciatore         |
| -- | --------------------------- | ----- | ------------------ |
| 16 | Inghilterra (bandiera)      | D     | Sean Kelly         |
| 18 | Scozia (bandiera)           | C     | Charlie Reilly     |
| 20 | Francia (bandiera)          | D     | Billy Koumetio     |
| 21 | Francia (bandiera)          | D     | Ziyad Larkeche     |
| 22 | Inghilterra (bandiera)      | C     | Sammy Braybrooke   |
| 23 | Inghilterra (bandiera)      | C     | Seb Palmer-Houlden |
| 26 | Scozia (bandiera)           | C     | Scott Fraser       |
| 28 | Francia (bandiera)          | C     | Mohamad Sylla      |
| 29 | Messico (bandiera)          | D     | Antonio Portales   |
| 30 | Scozia (bandiera)           | P     | Harry Sharp        |
| 31 | Irlanda del Nord (bandiera) | P     | Trevor Carson      |
| 47 | Francia (bandiera)          | C     | Julien Vetro       |
| 50 | Irlanda del Nord (bandiera) | D     | Aaron Donnelly     |

## Tifoseria

### Rivalità
La rivalità più sentita è coi concittadini del Dundee United, contro cui il Dundee disputa il Derby di Dundee. Il primo incontro tra le due squadre risale al 1925, mentre l'ultimo si è disputato il 19 settembre 2021. In totale sono stati giocati 171 derby, con 82 vittorie del Dundee United, 48 vittorie del Dundee e 41 pareggi.
Un'altra rivalità, a livello regionale, è col St. Johnstone, contro cui disputa il Tayside Derby, dal nome della contea a cui appartengono le città di Perth e di Dundee.